# Alexander Reinagle
Alexander Reinagle (ochrzcz. 23 kwietnia 1756 w Portsmouth, zm. 21 września 1809 w Baltimore) – amerykański kompozytor, pianista i impresario pochodzenia austriackiego.

## Życiorys
Około 1763 roku osiadł z rodziną w Edynburgu. Początkowo kształcił się u ojca, trębacza Josepha Reinagle’a. Następnie był uczniem Raynera Taylora, dyrektora edynburskiego teatru królewskiego. W 1770 roku po raz pierwszy wystąpił publicznie grając na klawesynie, od 1778 roku uczył gry na tym instrumencie w Glasgow. Przyjaźnił się z C.P.E. Bachem. Około 1784 roku odwiedził Hamburg, skąd udał się do Lizbony. W 1785 roku wrócił do Anglii, gdzie został przyjęty na członka Royal Society of Musicians w Londynie. W 1786 roku wyjechał do Nowego Jorku, później osiadł w Filadelfii. Działał jako kompozytor, pianista i pedagog. W latach 1788–1792 koncertował w Nowym Jorku, Baltimore i Bostonie. Od 1790 roku wspólnie z Thomasem Wignellem prowadził przedsiębiorstwo teatralne The New Company, komponując i aranżując utwory na potrzeby sceny.
Był jednym z pierwszych amerykańskich kompozytorów, swoją działalnością jako impresario teatralny działał na rzecz organizacji życia muzycznego w kraju, przyczynił się też do zastąpienia klawesynu fortepianem w codziennej praktyce wykonawczej. Skomponował m.in. operę komiczną The Volunteers (Filadelfia 1795) i pantomimę Harlequin’s Invasion (wyst. Filadelfia 1795), ponadto liczne uwertury, preludia, arie, pieśni na głos i fortepian, utwory na klawesyn lub fortepian. Większość muzyki Reinagle’a do sztuk scenicznych przepadła w pożarze teatru w Filadelfii w 1820 roku.